# Piscine de Pyynikki
La piscine de Pyynikki (en finnois : Pyynikin uimahalli) est une piscine  dans le quartier d'Amuri à Tampere en Finlande.

## Présentation
C'est historiquement l'une des premières piscines de Finlande et elle est protégée par la direction des musées de Finlande.
La construction de la piscine s'est achevée en 1956 et une auberge de jeunesse a été construite à côté.